# یوسف میرزایف
یوسف میرزایف (ترکی آذربایجانی: Yusif Vəli oğlu Mirzəyev; ۲۳ مهٔ ۱۹۵۸ – ۱۹ فوریهٔ ۱۹۹۳) میرزایف قهرمان ملی جمهوری آذربایجان است، که در جنگ قره‌باغ کشته شد.

## زندگی‌نامه
یوسف میرزایف ۲۳ ماه مه سال ۱۹۵۸ در روستای «بویوکدوز» شهرستان کنگرلی، از توابع جمهوری خودمختار نخجوان در آذربایجان شوروی زاده شد. آموزش متوسطهاش را در سال ۱۹۷۵ در مدرسه شماره ۱ در نخجوان پشت سر گذاشت. او کارنامه خود را در سال ۱۹۷۶ در مرکز ارتباطی نخجوان آغاز نمود. یوسف میرزایف همزمان با کار کردن، در رشته حسابداری دانشگاه دولتی کشاورزی آذربایجان نیز مشغول به درس خواندن بود.
به دنبال آنکه در سال ۱۹۸۷ آموزش عالی خود را به سرانجام رساند، به عنوان حسابدار در یکی از بانکهای باکو استخدام شد. در سال ۱۹۸۸ بود، که به جنبش ملی آذربایجان برای کسب استقلال و جدایی از شوروی ملحق شد. در ژانویه سیاه در سال ۱۹۹۰، به اسارت سربازان روس درآمد و مورد شکنجه شدید جسمی قرار گرفت.

## جنگ قره‌باغ
یوسف میرزایف در سال ۱۹۹۱ برای حضور در جنگ قره‌باغ به نیروهای مسلح جمهوری آذربایجان پیوست. اولین شرکت او در نبردها در درگیری‌هایی در چهارراهها بین شهرستان‌های «آقدره» و گران‌بوی رقم خورد.
او در مدت زمان بسیار کوتاهی به یک رزمنده فعال تبدیل شد و تجارب و دانش‌های نظامی فروانی به دست آورد. به همین دلیل بود، که از سوی فرمانده‌اش به عنوان دستیار مدیر تدارکات تعیین شد. یوسف میرزایف در ۱۹ فوریه سال ۱۹۹۳ در حالی که به سربازها برای شکستن محاصره در آق‌دره کمک می‌کرد کشته شد. او در خیابان شهدای نخجوان به خاک سپرده شد.

## خانواده
یوسف میرزایف متأهل و دارای یک فرزند دختر بود.

## نشان
بر اساس فرمان شماره ۴۹۵ رئیس‌جمهوری آذربایجان به تاریخ ۲۷ مارس ۱۹۹۳، پس از مرگش از یوسف میرزایف با اعطاء نشان قهرمان ملی این کشور تقدیر شد.

## بزرگداشت
یک مدرسه در نخجوان، از جمله مدرسه شماره ۴۴ در حومه شهر «نسیمی» باکو وامدار نام یوسف میرزایف هستند.
شمستان علیزمانلی، دوست صمیمی یوسف میرزایف و خواننده معروف آذربایجانی، یک ترانه خود موسوم به «سرباز شجاع» را به ادای اخترام به یاد او اختصاص داد.